# ایزابل کاره
ایزابل کاره (فرانسوی: Isabelle Carré‎؛ زادهٔ ۲۸ مهٔ ۱۹۷۱) بازیگر اهل کشور فرانسه است. وی از سال ۱۹۸۹ تاکنون در بیش از ۷۰ فیلم بازی کرده‌است.

## قسمتی از فیلمشناسی
- کودک و روباه
- سوارکار روی بام
- بومارشه، گستاخ
- خواهران خورشید
- یک روز در موزه
- پناهگاه
- تنفس
- داستان ماری
- دوستم دارد… دوستم ندارد